# Suore carmelitane del Divin Cuore di Gesù
Le suore carmelitane del Divin Cuore di Gesù (in tedesco Karmelitinnen vom Göttlichen Herzen Jesu) sono un istituto religioso femminile di diritto pontificio: le suore di questa congregazione pospongono al loro nome la sigla C.D.C.J.

## Storia

La beata Maria Teresa di San Giuseppe, fondatrice della congregazione

La congregazione venne fondata a Berlino il 2 luglio 1891 da Anna Maria Tauscher van den Bosch (1855-1938) per l'assistenza agli orfani: le sue "case di San Giuseppe" per bambini abbandonati si diffusero rapidamente in tutta Europa e nel 1904, avendo aperto una filiale a Rocca di Papa, le suore vennero approvate per la prima volta dal cardinale Francesco Satolli, vescovo suburbicario di Frascati.
L'istituto, aggregato all'Ordine dei carmelitani scalzi dal 25 ottobre 1904, ricevette il pontificio decreto di lode il 9 maggio 1910 e venne approvato definitivamente dalla Santa Sede il 12 maggio 1930.
La fondatrice (in religione madre Maria Teresa di San Giuseppe) è stata beatificata il 13 maggio 2006.

## Attività e diffusione
Le carmelitane del Divin Cuore si dedicano all'assistenza e all'educazione dei giovani e alle opere di pastorale sanitaria.
Sono presenti in Europa (Austria, Croazia, Germania, Islanda, Italia, Paesi Bassi, Russia, Ungheria), nelle Americhe (Brasile, Canada, Nicaragua, Stati Uniti d'America, Venezuela) e in Africa (Camerun, Nigeria): la sede generalizia, dal 1922, è a Sittard (Limburgo).
Al 31 dicembre 2005 l'istituto contava 454 religiose in 53 case.